# Вит (Илиноис)
Вит (енгл. Witt) град је у америчкој савезној држави Илиноис. По попису становништва из 2010. у њему је живело 903 становника.

## Демографија
Према попису становништва из 2010. у граду је живело 903 становника, што је 88 (8,9%) становника мање него 2000. године.
| Група             | 2000.       | 2010.       |
| Белци             | 984 (99,3%) | 881 (97,6%) |
| Афроамериканци    | 1 (0,1%)    | 6 (0,7%)    |
| Азијати           | 2 (0,2%)    | 1 (0,1%)    |
| Хиспаноамериканци | 2 (0,2%)    | 11 (1,2%)   |
| Укупно            | 991         | 903         |